# Okręg wyborczy Ormskirk
Okręg wyborczy Ormskirk powstał w 1885 r. i wysyłał do brytyjskiej Izby Gmin. Okręg położony był w hrabstwie Lanarkshire. Został zlikwidowany w 1983 r.

## Deputowani do brytyjskiej Izby Gmin z okręgu Ormskirk
- 1885–1898: Arthur Forwood, Partia Konserwatywna
- 1898–1918: Arthur Stanley, Partia Konserwatywna
- 1918–1922: James Bell, Partia Pracy
- 1922–1929: Francis Blundell, Partia Konserwatywna
- 1929–1939: Sam Tom Rosbotham, Partia Pracy, od 1931 r. Narodowi Laburzyści
- 1939–1945: Stephen King-Hall, Narodowi Laburzyści
- 1945–1950: Harold Wilson, Partia Pracy
- 1950–1951: Ronald Cross, Partia Konserwatywna
- 1951–1953: Arthur Salter, Partia Konserwatywna
- 1953–1970: Douglas Glover, Partia Konserwatywna
- 1970–1974: Harold Soref, Partia Konserwatywna
- 1974–1983: Robert Kilroy-Silk, Partia Pracy